# Беседовский, Григорий Зиновьевич
Григорий Зиновьевич Беседовский (январь 1896, Полтава — 1963(?), Париж) — советский дипломат, с 1927 года советник посольства СССР во Франции. В 1929 году из-за опасения ареста за хозяйственные преступления бежал; эмигрант-невозвращенец. В 1930 году заочно осуждён за растрату.

## Биография
Родился в семье торговца, с молодого возраста страдал серьёзной формой наследственной неврастении. Участник революционного движения в России, член партии социалистов-революционеров, затем РСДРП(б) и ВКП(б). В 1911 году был арестован, в том же году был освобождён, в 1912-14 годах жил во Франции.
С 1921 года — на работе в Наркоминделе УССР; консул, затем поверенный в делах УССР в Австрии (1922). С 1923 году — дипломат РСФСР в Польше (с 1924 года — при П. Л. Войкове). Член Правления Американской торговой организации («Амторг») в Нью-Йорке (1925—1926), в 1926 году также назначался неофициальным (из-за отсутствия дипломатических отношений) советским дипломатическим представителем в США, но визы не получил. В 1926—1927 годах был советником советского посольства в Японии, и. о. торгпреда (1926). С 1927 году — советник советского посольства во Франции.
После посещения направленного для специальной беседы к нему чекиста Б. А. Ройзенмана 3 октября 1929 года бежал из посольства (перелез через стену) и получил политическое убежище во Франции. В январе 1930 года заочно осужден в СССР к 10 годам заключения за растрату.
Сотрудничал в газетах «Возрождение», «Последние новости» и др. Был основателем и редактором газеты «Борьба» (1929—1932). В годы Второй мировой войны был участником французского Сопротивления, был арестован нацистами, но выдал себя за мусульманина и отправлен в относительно безопасный лагерь для интернированных. Выпустил несколько мистификационных «мемуарных» книг. Например, он писал о якобы случившемся сожжении членов царской семьи, якобы со слов посла СССР в Польше П. Л. Войкова. Беседовский выдавал себя за родственника И. В. Сталина.